# SPJ-1
SPJ-1 (odvozeno od Sinclair Professional Joystick), označovaný také jako Sinclair SPJ-1, je joystick pro počítač Sinclair PC 200. Joystick byl společně s počítačem Sinclair PC 200 uveden na trh v listopadu 1988. Na rozdíl od joysticků SJS-1 a SJS-2 se jedná o analogový joystick se dvěma potenciometry pro ovládání pohybu ve směru os X a Y. K tomu má tři nezávislá tlačítka pro tři různé akce.
Joystick byl součástí balíčku Sinclair PP201 (Sinclair Professional Promotion Pack), který kromě joysticku SPJ-1 obsahoval profesionální organizér a čtyři hry pro porčítač Sinclair PC 200.
Joystick je možné připojit k počítačům Amstrad 464plus, Amstrad 6128plus a herní konzoli Amstrad GX4000, které mají port pro analogový joystick.